# The Battle of Hearts

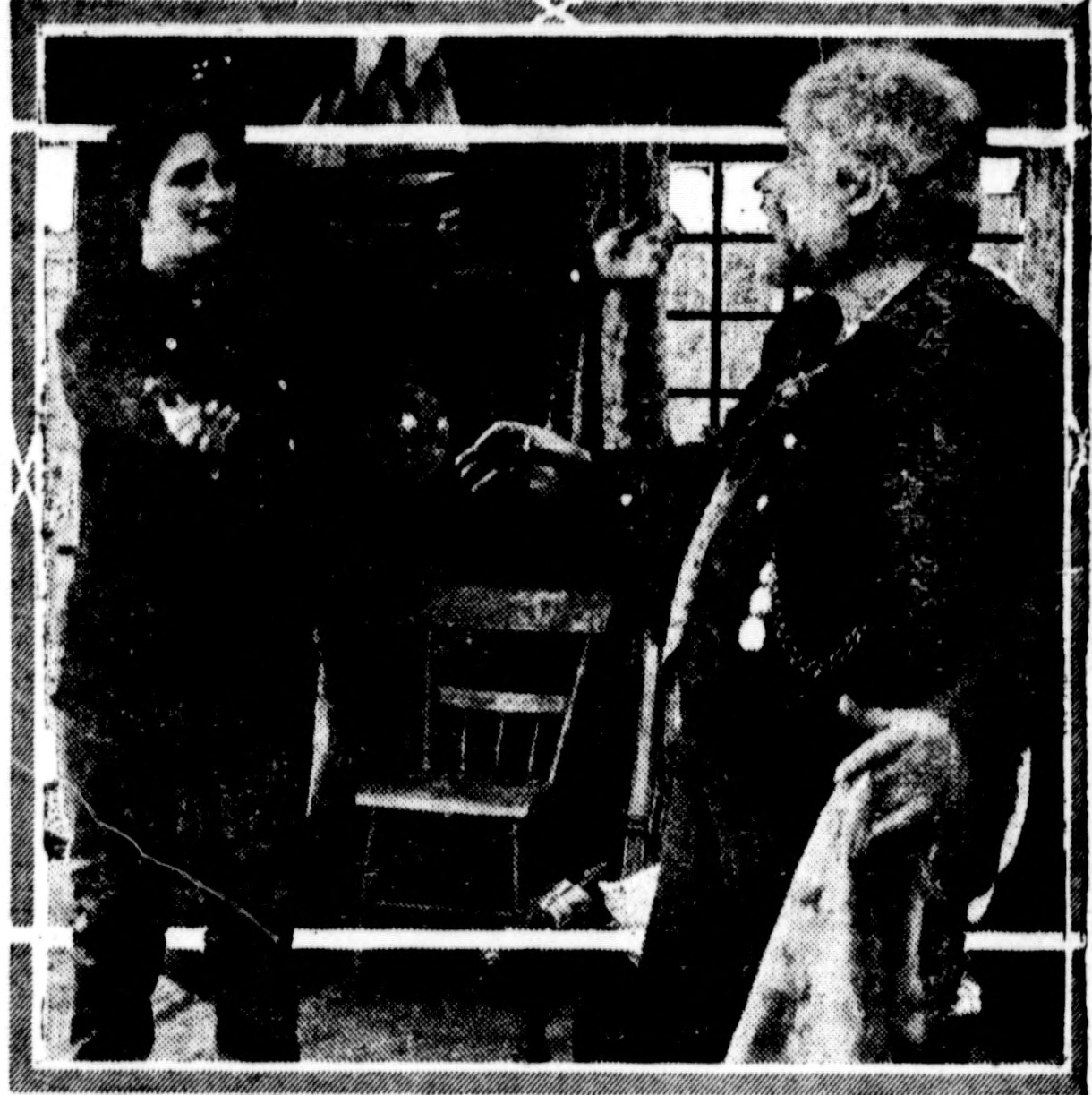

The Battle of Hearts é um filme mudo do gênero drama produzido nos Estados Unidos e lançado em 1916.